# Crime Boss: Rockay City
Crime Boss: Rockay City ist ein Ego-Shooter, der am 28. März 2023 von 505 Games veröffentlicht wurde. Der Titel ist das erste Videospiel von Ingame Studios und erschien für Windows sowie für die Spielekonsolen Xbox Series und PlayStation 5. Die Hauptcharaktere des Spiels wurden von namhaften Filmschauspielern gespielt.

## Besetzung
| Rolle          | Schauspieler   | Beschreibung                                             |
| -------------- | -------------- | -------------------------------------------------------- |
| Travis Baker   | Michael Madsen | Protagonist                                              |
| Nasara         | Damion Poitier | Mastermind und Koordinierung der Überfälle               |
| Gloves         | Danny Glover   | Kontaktperson und Planung der Überfälle                  |
| Touchdown      | Michael Rooker | Zuständig für Waffenhandel und Revierkämpfe in der Stadt |
| Casey          | Kim Basinger   | Verwaltet und verkauft Diebesgut                         |
| Sheriff Norris | Chuck Norris   | Antagonist                                               |

## Handlung
Der Gangsterboss Travis Baker baut sich ein Imperium in Rockay City auf und gerät dabei zunehmend in das Visier von Sheriff Norris.
Mithilfe seiner Crew überfällt er sämtliche Geldtransporter und Banken in der Stadt sowie Geschäfte und Lagerhallen. Immer wieder mischen sich dabei die rivalisierenden Gangs Khan, Hielo, Dragon Dollar und Don Barbaro in seine Geschäfte ein, was zu Racheaktionen führt.

## Spielprinzip
Crime Boss: Rockay City ist ein sogenanntes Heist Game (engl. für Raubüberfallspiel), bei dem man in die Rolle des Travis Baker schlüpft. Es gibt drei Spielmodi, wobei einer davon eine klassische Kampagne ist, bei der es Permadeath (engl. für endgültiger Tod) gibt. Stirbt die Hauptfigur, so endet die Kampagne und man beginnt von vorne. Allerdings behält man Vorteile, die man sich bis dahin freigespielt hat.
Ziel ist es, sich eine Crew aufzubauen, mit der man Geldtransporter, Banken und verfeindete Gangs ausraubt. Je unsauberer man seine Verbrechen ausführt, desto schneller steigt ein Prozentwert, der den Fortschritt der Fahndung des Sheriffs darstellt. Erreicht dieses 100 %, so steht ein finaler Kampf gegen den Sheriff und stark bewaffneten Gegnern bevor. Neben dem Verlust des Hauptcharakters und dem Sieg gegen den Sheriff ist das dritte mögliche Ende der Kampagne die Eroberung alle Stadtteile von Rockay City, in dem man verfeindete Gangs besiegt.
Im sogenannten Crime Time Modus erledigt man entweder im Einzelspieler- oder Mehrspieler einzelne Überfälle und sammelt einen Geldbetrag, der mit einem Punktestand gleich gesetzt werden kann. Im Modus Großstadtlegenden ist es ebenso alleine oder im Koop-Modus möglich, je drei gebündelte Missionen zu spielen, die eine kurze Nebengeschichte erzählen.
Zwar bietet das Spiel nur eine relativ geringe Anzahl verschiedener Missionen, allerdings sind alle Level dynamisch aufgebaut und variieren immer wieder. Beispielsweise ist der Tresorraum an verschiedenen Stellen versteckt. Wachen, Überwachungskameras oder die Beute befinden sich ebenso immer wieder an anderen Orten.

## Entwicklung
Crime Boss: Rockay City ist das erste Spiel von Ingame Studios, einem neuen Entwickler aus Brünn mit etwa 70 Mitarbeitern.
Das Spiel wurde am 28. März 2023 exklusiv im Epic Games Store für Windows veröffentlicht. Am 15. Juni 2023 folgte die Veröffentlichung für die Konsolen.